# Dattapura, Bilgi
Dattapura là một làng thuộc tehsil Bilgi, huyện Bagalkot, bang Karnataka, Ấn Độ.